# Bajo Medang
Bajo Medang is een bestuurslaag in het regentschap Sumbawa van de provincie West-Nusa Tenggara, Indonesië. Bajo Medang telt 1520 inwoners (volkstelling 2010).